# Adia Kuznetzoff
Adia Kuznetzoff (auch Aida Kutznetzoff; * 6. April 1889 in Rostow am Don, Russisches Kaiserreich; † 10. August 1954 in Port Washington, New York, Vereinigte Staaten) war ein US-amerikanischer Schauspieler russischer Herkunft. Von 1931 bis 1952 war er an mehr als 40 Film- und Fernsehproduktionen beteiligt.

## Filmografie
- 1931: The Spy
- 1936: Love on the Run (Liebe mit 100 PS)
- 1937: I’ll Take Romance
- 1937: Lancer Spy
- 1937: Madame X
- 1937: Maienzeit
- 1937: Maria Walewska
- 1937: Mein Leben in Luxus
- 1937: My Dear Miss Aldrich
- 1937: The Little Maestro
- 1937: Wise Girl
- 1938: Laurel und Hardy: Als Salontiroler
- 1938: Millionärin auf Abwegen
- 1938: Mr. Moto und der Kronleuchter
- 1938: No Sale
- 1938: Piraten in Alaska
- 1938: Vorhang auf für Judy
- 1939: Die Teufelsinsel
- 1939: Bulldog Drummond: Hochzeit mit Knall auf Fall
- 1939: On Your Toes
- 1939: Pacific Liner
- 1939: Rivalen
- 1939: Torture Ship
- 1939: Tropic Fury
- 1940: Framed
- 1940: Public Deb No. 1
- 1940: Second Chorus
- 1942: Arabische Nächte
- 1942: Meine Schwester Ellen
- 1943: Assignment in Brittany
- 1943: Botschafter in Moskau
- 1943: Frankenstein trifft den Wolfsmenschen
- 1943: Good Luck, Mr. Yates
- 1943: Hello, Frisco, Hello
- 1943: Russian Revels
- 1943: The Seventh Victim
- 1943: Wem die Stunde schlägt
- 1944: Abenteuer im Harem
- 1944: Das Korsarenschiff
- 1944: Ein Mann sieht rosa
- 1944: Rainbow Island
- 1944: Song of Russia
- 1950: Believe It or Not
- 1950: The Magnavox Theater
- 1950–1951: The Philco Television Playhouse
- 1951: Hands of Murder
- 1951: Lux Video Theatre
- 1951: The Clock
- 1952: Goodyear Television Playhouse